# KING OR QUEEN
『KING OR QUEEN』（キング・オア・クイーン）は日本のハードロックバンドBOWWOWが2014年に発表したシングルである。

## 概要
2011年にバンド結成35周年を記念して発表されたボックス・セット『XXXV』のディスク4に収められていた新曲を曲順を変え、シングルCD化した作品である。

## 収録曲
1. KING OR QUEEN
2. SILVER TRAIN
3. DRAGON'S HEAD

## 演奏
- 山本恭司 - ギター、ボーカル
- 斉藤光浩 - ギター
- 新美俊宏 - ドラムス

サポート・メンバー
- DAISUKE - ベース